# Megachile utra
Megachile utra är en biart som beskrevs av Joseph Vachal 1903. Megachile utra ingår i släktet tapetserarbin, och familjen buksamlarbin. Inga underarter finns listade i Catalogue of Life.